# Glyptoxanthus
Glyptoxanthus is een geslacht van kreeftachtigen uit de klasse van de Malacostraca (hogere kreeftachtigen).

## Soorten
- Glyptoxanthus angolensis (Brito Capello, 1866)
- Glyptoxanthus cavernosus (A. Milne-Edwards, 1878)
- Glyptoxanthus cavernosus (A. Milne Edwards, 1878)
- Glyptoxanthus corrosus (A. Milne-Edwards, 1869)
- Glyptoxanthus erosus (Stimpson, 1859)
- Glyptoxanthus hancocki Garth, 1939
- Glyptoxanthus labyrinthicus (Stimpson, 1860)
- Glyptoxanthus meandricus (Lockington, 1877)
- Glyptoxanthus meandrinus (Klunzinger, 1913)
- Glyptoxanthus vermiculatus (Lamarck, 1818)